# Berliner klinische Wochenschrift

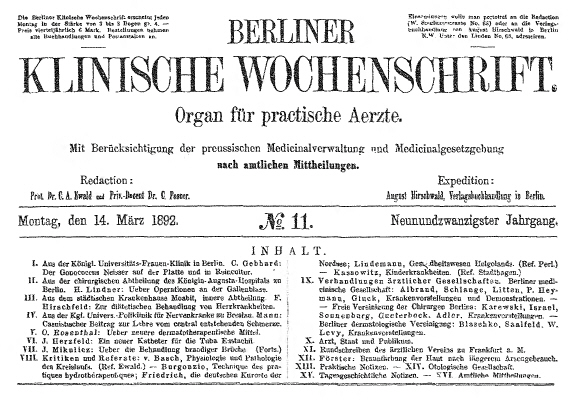
Première page du numéro daté du lundi 14 mars 1892 du Berliner klinische Wochenschrift

Le Berliner klinische Wochenschrift (Revue clinique hebdomadaire de Berlin) est une ancienne revue médicale en langue allemande éditée par Springer Verlag, ayant paru chaque semaine de 1864 à 1922.
Fondé en 1864 par L.C. Posner, L. Waldenburg et  C.A. Ewald, le Berliner klinische Wochenschrift disparaît sous ce titre en 1922, par fusion avec la revue Therapeutische Monatsheft pour prendre le nom de Klinische Wochenschrift. De nombreux articles originaux et fondateurs en médecine ont été publiés dans le Berliner klinische Wochenschrift.